# Тыгын Дархан (фильм)
«Тыгы́н Дарха́н» (якут. Тыгын Дархан) — якутский фильм 2020 года режиссёра Никиты Аржакова по мотивам романов Василия Семеновича Яковлева — Далана «Тыгын Дархан» и «Глухой Вилюй».

## Сюжет
На рубеже XVI—XVII веков Якутия страдают от междоусобиц. Тыгын Дархан, глава хангаласского рода, следует завету отца Мунньан Дархана — объединить разрозненные роды, установить великий союз. Но не все предводители согласны делить свою власть. В результате коварных интриг и провокаций, над долиной Туймаада просыпается дух войны.

## В ролях
- Ньургун Бэчигэн — Тыгын Дархан[5]
- Пётр Саввин — Легой Тойон
- Анатолий Николаев — Одуну[5]
- Василиса Мыреева — Нюрбачан[5]
- Ирина Никифорова — Аабый Дархан[5]
- Пётр Макаров — Марга[6]
- Айталина Лавернова — Тесани[5]
- Александра Григорьева — Айталы
- Дмитрий Алексеев — Челляй
- Владислав Портнягин — Бозеко

## Награды и номинации

### Награды
- VI Российско-Британский Сочинский международный кинофестиваль и кинопремии «ИРИДА» (SIFFA), Россия , Сочи, 2021 г.[7]
  - Приз за лучший игровой полнометражный фильм[7]
  - Приз за лучшую работу художника-постановщика (Пётр Бояркин)[7]
  - Приз за лучшую операторскую работу (Юрий Бережнев)[7]
- XIV Всероссийский фестиваль исторических фильмов «Вече», Россия, Великий Новгород, 2020 г.[8]
  - Приз президента фестиваля[9]
  - Лучший актёр (Ньургун Бэчигэн)
  - Лучший оператор (Юрий Бережнев)

### Номинации
- Национальная кинематографическая премия «НИКА» за 2020 год[10]
  - Лучшая работа художника (Пётр Бояркин)